# Dallas Superstars
Dallas Superstars – duet fińskich producentów muzycznych: Heikki Liimatainena i Jaakko "JS16" Salovaara. Międzynarodowy sukces osiągnęli dzięki wydaniu utworu Helium.

## Przebieg kariery
Pierwszym singlem wydanym przez Dallas Superstars w roku 2002 był utwór Helium. Jego sukces spowodował powstanie nowych, m.in. Fast Driving, Ready To Go, I Feel Love (cover utworu Donny Summer) i Crazy. Pierwsza płyta wydana przez zespół w 2004 zatytułowana była Flash. Wydanie ów albumu tylko w Finlandii i Szwecji nie dało szansy zespołowi na osiągnięcie międzynarodowego rozgłosu. Kolejny album - Higher State - ukazał się we wrześniu 2006. Pochodzi z niego singel Fine Day (cover hitu Opus III).

## Dyskografia

### Albumy
- Flash (2003)

1. Fast Driving
2. Crazy
3. In The Night
4. Ready To Go
5. Free (I Wanna Be)
6. I Feel Love
7. Only One
8. Helium (Album Edit)
9. Right Now
10. D.S.S.
11. Flash
12. Fast Driving

- Higher State (2006)

CD1 (short versions)
1. Higher
2. Ready to Rock
3. Fine Day
4. Like a Superstar
5. Subliminal
6. I Just Feel Like
7. Love Me
8. Fiesta Loca
9. Stringer
10. The Future

CD2 (long versions)
1. Higher
2. Ready to Rock
3. Fine Day
4. Like a Superstar
5. Subliminal
6. I Just Feel Like
7. Love Me
8. Fiesta Loca

### Single
- Helium (2002)
- Fast Driving (2003)
- I Feel Love (2003)
- Ready To Go (2004)
- Crazy (2004)
- Fine Day (2006)

### Remiksy
- Exiter – Disco Science
- I'm over you pablo – DJ Slow
- Sky – Modulation
- RHT – Beatpusher
- So Special – Michael Woods & Judge Jules
- Always – Pate No.1 Featuring Colinda
- First Time – Sunblock